# Галанинский сельсовет
Галанинский сельсовет - сельское поселение в Казачинском районе Красноярского края.
Административный центр - село Галанино.

## Население
| 2010 | 2012  | 2013  | 2014  | 2015  | 2016  | 2017  |
| ---- | ----- | ----- | ----- | ----- | ----- | ----- |
| 1417 | ↘1394 | ↘1360 | ↘1303 | ↗1312 | ↗1318 | ↘1301 |

## Состав сельского поселения
В состав сельского поселения входят 2 населённых пункта:
| № | Населённый пункт | Тип населённого пункта       | Население |
| - | ---------------- | ---------------------------- | --------- |
| 1 | Галанино         | село, административный центр | 1417      |
| 2 | Самково          | деревня                      | 0         |

## Местное самоуправление
Галанинский сельский Совет депутатов
Дата избрания: 14.03.2010. Срок полномочий: 5 лет. Количество депутатов:  10
Глава муниципального образования
- Ритерс Татьяна Ефимовна. Дата избрания: 14.03.2010. Срок полномочий: 5 лет